# Ice Hockey Superleague 2001/02
Die Saison 2001/02 war die sechste Spielzeit der Ice Hockey Superleague, der höchsten britischen Eishockeyspielklasse. Britischer Meister wurden die Sheffield Steelers, die sich in den Playoffs durchsetzten. Meister der regulären Saison wurden die Belfast Giants.

## Modus
In der regulären Saison absolvierte jede der sieben Mannschaften insgesamt 48 Spiele. Der Erstplatzierte wurde Meister der regulären Saison. Alle sieben Mannschaften qualifizierten sich für die Playoff-Zwischenrunde, in der jede Mannschaft einmal gegen jeden Gegner spielte. Die vier bestplatzierten Mannschaften der Zwischenrunde qualifizierten sich für das Playoff-Halbfinale. Der Playoff-Gewinner wurde Britischer Meister. Für einen Sieg erhielt jede Mannschaft zwei Punkte, für ein Unentschieden einen Punkt und für eine Niederlage null Punkte.

## Reguläre Saison

### Tabelle
|    | Klub                | Sp | S  | U  | N  | Tore    | Punkte |
| -- | ------------------- | -- | -- | -- | -- | ------- | ------ |
| 1. | Belfast Giants      | 48 | 31 | 8  | 9  | 177:119 | 70     |
| 2. | Ayr Scottish Eagles | 48 | 20 | 9  | 19 | 136:130 | 49     |
| 3. | Sheffield Steelers  | 48 | 18 | 12 | 18 | 138:144 | 48     |
| 4. | Nottingham Panthers | 48 | 19 | 9  | 20 | 140:141 | 47     |
| 5. | Bracknell Bees      | 48 | 15 | 13 | 20 | 140:158 | 43     |
| 6. | London Knights      | 48 | 14 | 13 | 21 | 130:145 | 41     |
| 7. | Manchester Storm    | 48 | 13 | 12 | 23 | 117:141 | 38     |

Sp = Spiele, S = Siege, U = Unentschieden, N = Niederlagen, OTS = Overtime-Siege, OTN = Overtime-Niederlage, SOS = Penalty-Siege, SON = Penalty-Niederlage

## Playoffs

### Zwischenrunde
|    | Klub                | Sp | S | U | N | Tore  | Punkte |
| -- | ------------------- | -- | - | - | - | ----- | ------ |
| 1. | Ayr Scottish Eagles | 6  | 5 | 1 | 0 | 22:13 | 11     |
| 2. | Sheffield Steelers  | 6  | 4 | 1 | 1 | 15:08 | 9      |
| 3. | London Knights      | 6  | 4 | 0 | 2 | 17:15 | 8      |
| 4. | Manchester Storm    | 6  | 2 | 1 | 3 | 24:21 | 5      |
| 5. | Belfast Giants      | 6  | 2 | 1 | 3 | 21:19 | 5      |
| 6. | Nottingham Panthers | 6  | 1 | 2 | 3 | 13:20 | 4      |
| 7. | Bracknell Bees      | 6  | 0 | 0 | 6 | 10:26 | 0      |

Sp = Spiele, S = Siege, U = Unentschieden, N = Niederlagen, OTS = Overtime-Siege, OTN = Overtime-Niederlage, SOS = Penalty-Siege, SON = Penalty-Niederlage

### Halbfinale
- Ayr Scottish Eagles – Manchester Storm 1:2
- Sheffield Steelers – London Knights 3:2

### Finale
- Manchester Storm – Sheffield Steelers 3:4 n. P.